# Colors panafricans

Bandera de l'UNIA-ACL creada per Garvey.

Els colors panafricans, símbol del panafricanisme, són el vermell, el verd i el negre o el groc. Figuren en moltes banderes no solament africanes sinó també americanes, ja que molts esclaus van convertir països del continent americà en la seva nova pàtria.
El vermell representa la sang d'aquells que van morir a causa de l'esclavitud, la colonització i en guerres per la independència, el negre representa la persona negra africana, el groc representa la riquesa mineral d'Àfrica i el verd simbolitza els boscos i la riquesa natural.

## Història
Els dos factors que influïren en l'elecció dels colors de les banderes dels països subsaharians independents a partir de la dècada dels 60, foren:
- La principal font d'inspiració foren els colors verd, groc i vermell de la bandera d'Etiòpia, el país independent més antic de l'Àfrica.
- La bandera amb els colors vermell, negre i verd dissenyada el 1917 per Marcus Garvey, l'organitzador del primer moviment negre d'unificació als Estats Units d'Amèrica.

Garvey va crear la bandera de l'Associació Universal de Desenvolupament Negre i la Lliga de Comunitats Africanes (UNIA-ACL) amb el desig que es convertís en la bandera nacional d'un nou estat negre unificat. I fou Ghana la primera en adoptar una bandera amb els quatre colors esmentats en esdevenir el primer estat independent de l'Àfrica occidental el 1957; una bandera amb els colors d'Etiòpia amb una estrella negra.
L'exemple iniciat per Ghana fou seguit per altres països africans que adoptaren banderes amb els mateixos colors: la Federació de Mali (1959-61), Ruanda (1961-2001), Zàmbia (1964), Guinea Bissau (1973), Sao Tomé e Principe (1975), Cap Verd (1975-1992), Zimbabwe (1980), Moçambic (1983) i Sud-àfrica (1994).
El primer país a adoptar els colors de la bandera dissenyada per Marcus Garvey fou Kenya el 1963, seguida per Malawi un any més tard i Biafra el 1967.

## Banderes amb els colors panafricans

### Africa

Angola
Benín
Burkina Faso
Camerun
República Centreafricana
Congo
Etiòpia
Ghana
Guinea
Guinea Bissau
Kenya
Líbia
Malawi
Mali
Moçambic
São Tomé i Príncipe
Senegal
Sud-àfrica
Sudan del Sud
Togo
Zàmbia
Zimbabwe

### Fora d'Àfrica

Bandera de Grenada
Bandera de Jamaica
Bandera de Saint Christopher i Nevis
Bandera de Trinitat i Tobago
Bandera de Guyana
Bandera del Surinam
Bandera de Vanuatu
Bandera del departament d'ultramar Guaiana Francesa (França)

## Banderes no nacionals

Bandera del Moviment Rastafari
African-American Flag: bandera disseny de David Hammons (Afroamericans estatunidencs)
Union Black: bandera disseny de Chris Ofili (afrobritànics)

## Banderes històriques

Bandera de la República de Biafra (1967–1970)
Bandera de la República de Benin (1967)
Bandera de Cap Verd (1975–1992)
Bandera d'Haití (1964-1986)
Bandera de Rwanda (1961–2001)
Bandera de Kasai del Sud (1960–1961)
Bandera del Zaire (1965–1997), actual República Democràtica del Congo
Bandera de Zimbabwe-Rhodèsia (1979), actual Zimbabwe